# Modroara turkusowa
Modroara turkusowa, ara turkusowa (Anodorhynchus glaucus) – gatunek dużego ptaka z rodziny papugowatych (Psittacidae), który zamieszkiwał Amerykę Południową. Takson ten jest krytycznie zagrożony wyginięciem, najprawdopodobniej wymarły.

## Systematyka
Takson po raz pierwszy został opisany naukowo przez Louisa Pierre’a Vieillota w 1816 roku. Wskazując lokalizację holotypu, powtórzył informację Félixa de Azary z 1802 roku, który określił występowanie modroary turkusowej w Ameryce Południowej w strefie 27°–30°S, nad brzegami rzek Parany i Urugwaju. Najprawdopodobniej takson siostrzany dla A. leari. Takson monotypowy.

## Występowanie
Ptak ten występował we wschodnim Paragwaju, południowo-wschodniej Brazylii, w Urugwaju i północno-wschodniej Argentynie.

## Morfologia
Duży ptak o długości ciała 70–72 cm. Wymiary podane przez Tommasa Salvadoriego dla dorosłego samca (w oryginale wymiary podane w calach): długość ciała 74 cm, skrzydła 37 cm, ogona 38 cm i dzioba 6,9 cm. Upierzenie koloru zielonkawoniebieskiego. Głowa i szyja z domieszką koloru szarego. Nieopierzony pierścień wokół oczu i półokrągła łata za żuchwą koloru żółtego. Spód ogona barwy szarej. Upierzenie osobników młodocianych nie zostało opisane.

## Ekologia

### Środowisko życia
Słabo zalesione łąki, bagna i rzeki graniczące z palmami w szczególności z gatunku Butia yatay.

### Tryb życia
Brak danych. Ptak ten został opisany jako osiadły na podstawie jednej obserwacji na wyspie Santa Catarina z początku XIX wieku. Najprawdopodobniej jednak był to tylko sezonowy przelot. Ptak ten żywił się prawie na pewno orzechami palmy z gatunku Butia yatay.

### Rozród
Sezon rozrodczy przypadał na grudzień–styczeń. Gniazda znajdowane w otworach w urwisku, również w drzewach. Samica składała najprawdopodobniej 2 jaja. Brak dalszych informacji na temat wychowu młodych.

## Status i ochrona
W Czerwonej księdze gatunków zagrożonych Międzynarodowej Unii Ochrony Przyrody (IUCN) od 2000 roku gatunek ten jest zaliczany do kategorii CR (krytycznie zagrożony wyginięciem). Już na początku drugiej połowy XIX wieku był to ptak rzadki, a w XX wieku odnotowano zaledwie kilka stwierdzeń, ostatnie potwierdzone miało miejsce w 1962 roku. W 1994 roku IUCN uznała modroarę turkusową za gatunek wymarły (EX), jednak pod koniec lat 90. i w 2001 roku pojawiły się niepotwierdzone doniesienia o obserwacjach w Paragwaju i dlatego obecnie traktowana jest jako gatunek krytycznie zagrożony wyginięciem. Pozostała część populacji może być jednak zbyt mała, aby dało się ją uratować. Gruntowne badania przeprowadzone w 2006 roku Brazylii i Argentynie nie dały żadnych rezultatów, dlatego uznano modroarę turkusową za wymarłą na tym obszarze. Głównym powodem zanikania tego ptaka było wylesienie jego siedlisk na potrzeby rolnictwa, polowania i odłów młodocianych osobników do hodowli w domach.
Gatunek wpisany do załącznika I Konwencji Waszyngtońskiej CITES.